# 東京情色派
『東京情色派』(ギルガメッシュないと)是東京電視台系列局播放、由東京電視台製作的情色綜藝節目，從 1991年10月5日播放到1998年3月28日。之後2012年1月13日到同年12月21日，每週星期五23:00 到24:00在BS東視播放。另外還有衍生節目『東京情色派LIGHT』（ギルガメッシュライト），詳如後述。

## 概要
1991年10月5日開始播放，當初只是個普通的八卦節目。1992年1月由於收視率不高而更換工作人員，並由之後負責電視節目『ASAYAN』的佐藤哲也以及負責『開運鑑定團』『おはスタ』的中尾哲郎擔任導演，並替主持人岩本恭生與細川典江加強節目內容。然後還廢掉原本的單元內容，並改成由なぎら健壱以及穿上裸體圍裙的野坂なつみ一起演出的「夜食萬歲」、以及由寫真女星穿著緊身衣共同進行鐵棒競賽等企劃活動，正式讓本節目因此被定調為情色節目。
1992年2月，因為發掘出飯島愛，於是推出由飯島穿著丁字褲報導新聞的「GNN hipline」以及「丁字褲派遣OL」等企劃內容。飯島在進入廣告前還會對著攝影機以性感的聲音一邊說出「東京〜情色派！」，並一邊拉起裙子露出丁字褲而因此受到注目。細川退出後，由飯島升格為主持人，讓節目内容變得更加激情。
本節目收視率在深夜節目中異常高漲，全盛時期平均有5%的人氣，最高紀錄還創下9.4%之高。觀眾從喜歡情色的成人男性到步入青春期的中學生還有高中生，甚至女性觀眾也都會守在電視機前觀看該節目。
受到該節目影響，富士電視台因此推出『殿様のフェロモン』及『A女E女』等類似內容的情色節目。
雖然是成年男性節目，但由於節目初期到了片尾時，會把擔任來賓的AV女優及寫真女星的女用內褲當作抽獎獎品送給女性，還會經常播出女性內衣特集以及男性脫衣秀・泳裝特輯・女性之美・蕾絲邊等女性向的企畫或内容，讓本節目也因此擁有許多女性觀眾。
但節目因為其情色內容太過有名而被視為是讓社會問題嚴重化的標靶而遭人攻擊，並且被認定無法控制未成年人不收看該節目而被迫自肅，也因此成為情色節目整體衰退的原因。

## 主要單元及企劃
GNN hipline
節目重整後的片頭計畫企畫。由飯島愛報導不重要的新聞後，再秀出她的丁字褲。這個是對新聞節目「CNN頭條」的戲仿。當該節目人氣到達高點時，真正的CNN也前來取材報導。
緊身衣de運動
由寫真女星穿著緊身衣挑戰各種運動。
情色派治療院
由 猥瑣岡田扮演醫院院長，AV女優則客串為患者。會由岡田先詢問三圍等資料，並由實際上是按摩師的ジェフ古川進行按摩。會進行按摩的原因是要介紹來賓拍攝的AV作品，每次VTR結束後都會變成イジリーのアップ。一部分的演出 (介紹成人影片)由於會造成困擾，所以途中就不再繼續介紹。
夜食萬歲/ 情色料理
由穿著裸體圍巾的女助手煮消夜。初代的主持人和女助手為なぎら健壱以及野坂なつみ。全新版變成猥瑣岡田以及憂木瞳負責，「情色派料理」則改由山崎まさや以及城麻美負責。
女性內衣歌謠祭
穿著內衣的歌謠祭。是介紹最新女性內衣的單元，實際該單元在女觀眾中相當有人氣 。
情色派相片館
由女性攝影師負責拍攝AV女優或寫真女星脫衣或穿著泳裝的單元
戲劇三乳士
由E罩杯以上的女性(AV女優)演出的單元。
浴室影院
由憂木瞳以及城麻美一邊入浴一邊介紹新電影的單元。

## 無線電視播放結束
轉型成過激的情色內容後，雖然讓節目收視率因此大幅上升而出名，但也因為太過有名，所以從東京電視台開始的TXN系列各局，都從觀眾那邊收到希望盡量不要讓裸體畫面出現在電視面前的意見，造成本節目從1996年開始，開始減少初期時就存在的人氣單元，並因為內容不再獨創新穎而在1998年3月28日結束播放，也讓該節目在無線電視6年半的播放後畫上休止符。
之後節目有反省到這點，並於同年4月起開始以女性向情報節目為主開始播放『アルテミッシュNIGHT』。

## 節目逸事
- 實際上使用的標題是「東京情色派NIGHT」，但節目表上記載為「東京情色派」。
- 從播放開始，節目就收到許多不滿的意見，為了對應這個狀況，因此一段時間內有「愛＆SUMMERS受理抱怨」的單元。(介紹節目收到的抱怨內容的單元)
- 播放當時(1994年頃)，猥瑣岡田於節目播出8個月後而被調離位置，這時他也與正式來賓間相處不睦。因此由主持人飯島愛與製作人還有工作人員進行交涉，希望讓他能夠回歸，結果最終他順利回到節目。另外由於觀眾也都支持他回來，還有許多支持的明信片寄到東京電視台，讓他因此感動地提到此事。
- SUMMERS以及北野武軍團也有演出該節目。
- 節目末期(1997年12～1998年3月)，同一個東京電視台爆發3D龍事件。造成東京電視台受到巨大打擊，連帶該節目也因此人氣下滑而遭到中斷。
- 即使到現在，猥瑣岡田參與搞笑節目時，也會讓該節目造成話題，由於講到作為他特技的「高速舔舔」以及「東京情色派!!」的台詞會讓人感到不解是何種意思。所以這也是要讓當時還不知道他的年輕世代能因此認知到曾有過該節目的存在。
- 在電視動畫「小松先生」中登場的處男自警團新品兄弟的松野トド松就自稱為「ギルガメ復活的新品トド松」。

## 演出者

### 主持人
- 岩本恭生（從開始到1997年3月）
- 鶴久政治（從1997年4月到最終集）

### 助理
- 細川典江（1992年1月 - 1993年3月）
- 飯島愛 （1993年4月 - 1995年3月）
- 木内あきら（1995年4月 - 1996年3月）
- 佐藤珠绪（1996年4月 - 1997年3月）
- 大原かおり（1997年4月 - 1997年 ）
- 桜井あゆみ  (1997年 - 最終回）

### 正式來賓
- 猥瑣岡田
- なぎら健壱
- ジェフ古川
- 山崎まさや
- 憂木瞳
- セクシーメイツ
  - 齊藤理沙
  - 染谷まさ美
  - 星野かおり
- ギリギリガールズ
- 葉山レイコ
- 滝川なお
- 城麻美
- 矢沢ようこ
- ピーチガールズ(桃姫隊)
- 栗原みなみ

### 客串來賓
- C.C.ガールズ
- メロン組
- バイブセダクション
- C+C Music Factory
- ピンクサターン
- 平成おんな組
- SUMMERS
- 海砂利水魚
- 北野武軍團　　　　　　　　　　　　　　　　　　　　
  - 三又又三
  - ラッシャー板前
  - グレート義太夫
  - 井手らっきょ
  - つまみ枝豆
  - 松尾伴内
- 及川仲
- 清水アキラ
- 高須克弥 (高須博士)
- ブラザー・コーン
- ラッキィ池田
- 小池恒
- 翔 (横浜銀蝿)
- 中山秀征
- 金萬福
- 島田洋七
- 藤原喜明
- 鶴見辰吾
- ダンプ松本
- キューティー鈴木
- 勝俣州和

## 東京情色派LIGHT

### 睽違14年後，在BS東視復活
闊別14年後再次復活，2012年1月13日在BS東視，每周六23:00播放『東京情色派LIGHT』，主持人有成為『ないと』正式來賓的イジリー岡田，還有大堀惠、木村好珠（2009年度準日本小姐）等3人 ，以「WEEKEND VISUAL MAGAZINE」為主題。雖然繼承標題東京情色派NIGHT，但節目內容則接近「アルテミッシュNIGHT」等八卦談話節目。大堀為了這個節目而從工作人員那邊取得「東京情色派」VTR進行預習。
1月25日起，節目未公開片段會在YouTube上播放，還會與4月16日發售的『週刊Young Magazine』的手機YM連動企畫進行聯名合作，並開始以壇蜜為主的企劃「壇蜜湯」。播放結束後，YouTube上的未公開動畫總計有70萬的點閱率。
2013年1月11日播放最終回。11月20日，為了紀念發售節目DVD『東京情色派LIGHT 壇蜜湯 ぷるるん 寝起き ドッキリ いや〜ん旅行 カーウォッシュバトル まなみんのお化け屋敷探訪 テレビはダメだけどDVDならまあいっかSP』，於是在12月30日時播放「DVD發售紀念! 一夜限りの狂い咲きSP」。

### 演出者

#### MC
- 猥瑣岡田（情色派先生）[gl 5]
- 大堀惠（夜之帝王，めーたん）[gl 6]

#### 時事評論
- SILVA（「ギルチャレ」的製作人）
- 宇多丸（RHYMESTER）

#### 主要客串來賓
- 高須克彌 & 西原理恵子 * いちご姫
- ゲッターズ飯田
- 中沢芳菜
- アイヤー・ダイ

タイムマシーン(#2)，日向琴子(#3)，蛯名健一(#6)，おかざきなな(#10)，玉袋筋太郎(#13)，DJ 威蔵(#15)，直居由美里(#17)，コーヒーポット(#18 - 19)，DaiGo(#20 - 21)，宍戸レイ(#31)，バンドー太郎(#32)，マキタスポーツ(#38)，神奈月(#44)

### 工作人員

#### 復活SP時
- 工作室技術：鈴木智昭
- 影像：芹野昭義，畑中陶太，杉山博紀
- 攝影[gl 7]：近藤慎司，藤本茂樹，風間誠，平島輝久，松原弘兼，中村郁夫
- 音声：松岡努，細田秀浩，光山由貴子，立山優美，芝崎泰光
- 照明：塚生崇，山崎康紀，庄司鉄平
- 外景技術：矢田部修
- 美術：小越敏彦，金森明日香
- 協助：内海智・岡本純一（波麗佳音），Techinomax，東京電視台アート，港家
- 化妝：ラフテル
- 標題：小室泰樹
- 標識：森村泰久
- 音響效果：北澤亨
- TK：関井麻衣
- 編輯：菅野雄介，早川政秀，猿橋怜
- MA：大矢研二
- 編成：山田倫生（BS東視）
- 節目宣傳：荒井正和
- 網路情報：福田和恵，國安百合
- HP：佐治裕一郎，猿渡真人
- 助理導演[gl 8]：中澤亜友，中村裕介，山田翔太
- AP：市川佳子
- 制作協力：KABUTO
- SPECIAL THANKS：Template:要説明：つかはら・たむらようこ・岩佐真吾・蓮勺朝子・佐藤大地・清隼一郎（兼構成），新かな子（兼旁白），野口かず美（兼節目宣傳），財前健一郎（フルモデルモ），中沢菜芳，Oidooon（兼制作協力），100名のお客様，ギルライブース（公式）
- 導演：渡邊展久，関口奈津美（兼AD）
- 首席導演：辻章太郎（兼FD），米倉伸
- 演出：祖山聡（兼FD&D）
- 製作人・演出：井上雅晴
- 製作人：越山進
- 製作：BS東視，PROTX

#### 過去
- 旁白：佐野文俊[gl 9]
- 技術：吉田和雄
- 影像：杉山博紀
- 攝影：吉田和雄
- 聲音：斉藤孝行
- 照明：和氣義幸
- 外景技術：宮川量康，小川正明，中馬越直人，小笹直樹，小林寿恵
- 協助：TSP，アニキ，AKS
- 衣装協助：12XU，STADIUM，RINKAN，RUPERT
- 外景協助：HOTEL & SPA Anda Resort 伊豆高原，TOKYO TOWER，二宮町吾妻公園，GUAM TV PRODUCTIONS[gl 10]
- 化妝：エレファントリップ
- TK：中嶋梨沙
- 編集：佐藤良正，小川洋行，山岸富則，米沼元之，塩塚寛幸，吉村政孝
- AD：松崎涯，鈴木信一郎，篠原弘樹，松岡陵馬
- 導演：井上貴詞，大野寿之，南川尚人，鈴木隼，森谷将，五十嵐優人
- 首席導演：木戸隆文[gl 11]，須藤孝幸，杠政寛，青山海太（兼D），坂口秀作・高橋伸幸（兼FD&D）

### 片尾曲
『Mu・Zi・Q』（#1 - 22）
作詞 - bokachi / 作曲 - wtf / 歌 - bómi（日本コロムビア）
「OH MY POOKY!!!」TWCP-17（2012年2月8日，TOWER RECORDS限定ミニアルバム）4曲目に収録
『Friend』（#23 - 49）
作詞 - SILVA / 作曲・編曲 - 朝本浩文 / 歌 - SILVA （BACIAMI RECORDS）
『Baby Don't Cry』（#50・復活SP）
歌 - INXS

## 備註

### 東京情色派
1. 1 2  クレタパブリッシング「昭和50年男」2020年2月11日發售的第1號54頁
2. 1 2  クレタパブリッシング「昭和50年男」2020年2月11日發售的第1號55頁

### 東京情色派LIGHT
1. ↑  イジリー岡田再次暴走!?「東京情色派…」復活 （页面存档备份，存于） - スポーツニッポン 2011年12月26日
2. ↑  傳說的深夜節目「情色派」闊別14年復活，イジリー岡田為主持人 （页面存档备份，存于） - お笑いナタリー 2011年12月26日
3. ↑  DVD發售紀念!傳說色情節目『東京情色派LIGHT』在BS東視只限一晚復活! （页面存档备份，存于） - テレビドガッチ 2013年9月19日
4. ↑  片尾人員名單中則少了大堀惠、宇多丸、西永嶺花等人。
5. ↑  趁機發售大堀的交換卡片。
6. ↑    1. 13集時，因為沒有SDN48的ロップ。所以她也參加企劃。並且以交換卡片與節目聯名合作。#49集中也放入祝福結婚祝福的幻燈片。
7. ↑  經常登場的「小島さん」但沒有出現在工作人員名單。
8. ↑  隸屬叫做「AD審議會」並決定節目方針。
9. ↑    1. 39曾以客串來賓登場，復活SP時未出現在工作人員名單。
10. ↑    1. 49的關聯單元中只出現在最後的工作人員名單。
11. ↑    1. 14也被列入企劃中。

## 外部連結
- *** 東京情色派NIGHT *** - 東京電視台（網際網路檔案館保存資料）
- 東京情色派LIGHT （页面存档备份，存于） - BS東視
- YouTube上的東京情色派LIGHT頻道
- 東京情色派LIGHT的X（前Twitter）